# Виноградовский сельский совет (Херсонская область)
Виноградовский сельский совет (укр. Виноградівська сільська рада) — входит в состав Алёшковского района Херсонской области Украины.
Административный центр сельского совета находится в с. Виноградово.

## Населённые пункты совета
- с. Виноградово